# Nieves Llamas
María Nieves Llamas Pajuelo (Arcos de la Frontera, 12 gennaio 1977) è un'ex cestista spagnola.
Ala-pivot di 188 cm, ha giocato nei campionati spagnolo e italiano. Ha vestito anche la maglia della Nazionale spagnola.
È una dei tre cestisti gaditani arrivati in Nazionale con Juan Rosa e Begoña García.